# 重新分析
重新分析是历史语言学的一个术语，指的是：某一表达或某类表达发生了结构上的变化，但是这种变化并未引起表层形式任何直接或内在的变化。重新分析在语法演变中比较常见，它往往造成语法范畴的消长或新的词类、新的虚词、新的结构的出现:259、260。语法化和功能更新都属于重新分析。

## 过程
在上古汉语中，“把+NP+VP”结构中，“把”是实词，指的是“手拿着”，可以记为结构A。如：
A：无把铫推耨之劳，而有积粟之实。（《战国策·秦策》）
A：禹亲把天之瑞令以征有苗。（《墨子·非攻下》）
在中古汉语中，出现了结构B，即“把+NP+VP”结构的表层形式上没有任何变化，但深层结构上发生了变化，“把”变成了引入处置对象的介词。此时的语言中，既有结构A，也有结构B，还有可以同时理解为结构A或B的。如：
A：诗句无人识，应许把剑看。（姚合《送杜观罢举东游》）
A/B：明年此会知谁健，醉把茱萸仔细看。（杜甫《九日蓝田崔氏庄》）
A/B：莫愁寒族无人荐，但愿春官把卷看。（杜荀鹤《入关因别舍弟》）
B：莫言鲁国书生懦，莫把杭州刺史欺。（白居易《戏醉客》）
在近代汉语和现代汉语中，则“把+NP+VP”结构只能有结构B的理解。如：
B：便把手绢子打开，把钱倒出来交给小红。（曹雪芹《红楼梦》26回）
在这一重新分析的过程中，“把”字发生了语法化，就产生了新的虚词。

## 注解
1. ↑  指名词性短语。
2. ↑  指动词性短语。